# Лисов Семен Семенович
Семен Семенович Лисов (Лісов)  (1902 — 1938) — український радянський діяч, 1-й секретар Миколаївського міського комітету КП(б)У Одеської області. Кандидат у члени ЦК КП(б)У в червні — серпні 1937 р.

## Життєпис
Народився у єврейській родині. Працював робітником.
Член РКП(б) з 1918 року. Учасник Громадянської війни в Росії.
У жовтні 1934 — квітні 1937 року — 1-й секретар Кам'янського (Дніпродзержинського) міського комітету КП(б)У Дніпропетровської області.
У квітні — серпні 1937 року — 1-й секретар Миколаївського міського комітету КП(б)У Одеської області.
У серпні 1937 року покінчив життя самогубством.